# 猫はるな
猫 はるな（ねこ はるな、1998年12月28日 - ）は、日本の女性プロレスラー。山梨県出身。東京女子プロレス所属。血液型O型。身長143センチと団体内最小レスラー。

## 経歴
プロレスオタクを追いかけたエッセイコミック『プ女子日和』でプロレスに興味を持ち、DDTプロレス教室に通いはじめる。
2018年
- 11月17日、東京・新木場1stRING「東京女子プロレス誕生5周年記念新木場ツアー2018秋 Three」大会の中島翔子戦でデビュー。[2]

2019年
- 1月26日、板橋グリーンホール大会における原宿ぽむ戦でコードブレイカーによってシングル初勝利。[3]
- 10月19日、両国KFCホール大会にてYUMIと組んで原宿ぽむ＆桐生真弥相手に復帰戦を行う。[4]

## 人物
- デビュー前のファン時代から好きなレスラーは優宇。
- 鮭とばとビーフジャーキーが好物。ただし野菜全般（根菜除く）、が苦手。なお餃子やお好み焼きは食べられる
- 好きなブランドはMA＊RS、FUNKYFRUIT、drughoney。[5]

## 得意技
ネコードブレイカー
前転から飛びついて仕掛けるコードブレイカー。主なフィニッシャー。
ランニング・ネッコブリーカー・ドロップ
ダイビング・ネッコブリーカー・ドロップ
ネコナッツ・クラッシュ
ココナッツ・クラッシュ。体の小ささを利用して飛びつく形で使用。
顔面かきむしり
おにゃんぽ
相手の腕を取りトップロープに登ってそのままロープの上を歩いて相手を引き回し、コーナーからの回転エビ固めや顔面かきむしりに繋ぐ。
猫缶ラニャ
主に膝立ちの相手に仕掛ける倒立式ウラカン・ラナ・インベルティダ。

## 入場曲
きゃっとぱにっく
作曲：マサキ